# Max Décugis
Maxime Omer "Max" Décugis (París, 1882 − Biòt, 1978) fou un tennista francès, un dels més destacats de la dècada del 1900 i del 1910. Guanyà un títol de Grand Slam de dobles a Wimbledon i tres medalles olímpiques, una de cada color, entre els Jocs Olímpics de París 1900 i Anvers 1920. Fou dominador del Championnat de France en totes les categories (8 títols individuals, 14 dobles masculins i 7 dobles mixts), però aquelles edicions només eren obertes a membres del club fins al 1925. Els vuit títols individuals en el Championnat de France, futur torneig de Roland Garros, fou rècord absolut durant dècades fins a l'arribada del manacorí Rafael Nadal, que el superà l'any 2014 amb 9.

## Biografia
Fill d'Alfred Decugis, comerciant de Halles de París condecorat com a cavaller de la Legió d'Honor, i Laure Brauwers. Tenia cinc germans: Henri (1874-1947) jugador també, Omer (1876-1932), Genevieve (1871-1946), i Mireille (1886-1891). Malgrat que el cognom familiar té accent a la "é", en el certificat de naixement de Max Decugis no s'hi va incloure l'accent, i aquest apareix de forma incoherent en diversos documents.
L'any 1905 es casà amb Marie Flameng, també tennista i filla del pintor François Flameng, a París. Tingueren una filla de nom Christiane Omer-Decugis. Després de la mort de Marie l'any 1969, Decugis es tornà a casà amb Suzanne Louise Duval.

## Torneigs de Grand Slam

### Dobles: 2 (1−1)
| Resultat  | Núm. | Any  | Campionat                      | Superfície | Parella      | Oponents a la final                 | Marcador                |
| --------- | ---- | ---- | ------------------------------ | ---------- | ------------ | ----------------------------------- | ----------------------- |
| Guanyador | 1.   | 1911 | Wimbledon, Londres, Regne Unit | Gespa      | André Gobert | Josiah Ritchie Anthony Wilding      | 9−7, 5−7, 6−3, 2−6, 6−2 |
| Finalista | 1.   | 1912 | Wimbledon                      | Gespa      | André Gobert | Charles Dixon Herbert Roper-Barrett | 6−3, 3−6, 4−6, 5−7      |

### Altres torneigs

#### Individual: 12 (8−4)
| Resultat  | Núm. | Any  | Campionat                            | Superfície   | Oponent a la final | Marcador                |
| --------- | ---- | ---- | ------------------------------------ | ------------ | ------------------ | ----------------------- |
| Finalista | 1.   | 1902 | Championnat de France, París, França | Terra batuda | Michel Vacherot    | 4−6, 2−6                |
| Guanyador | 1.   | 1903 | Championnat de France                | Terra batuda | André Vacherot     | 6−3, 6−2                |
| Guanyador | 2.   | 1904 | Championnat de France (2)            | Terra batuda | André Vacherot     | 6−1, 9−7, 6−8, 6−1      |
| Finalista | 2.   | 1906 | Championnat de France (2)            | Terra batuda | Maurice Germot     | 7−5, 3−6, 4−6, 6−1, 3−6 |
| Guanyador | 3.   | 1907 | Championnat de France (3)            | Terra batuda | Robert Wallet      |                         |
| Guanyador | 4.   | 1908 | Championnat de France (4)            | Terra batuda | Maurice Germot     | 6−2, 6−1, 3−6, 10−8     |
| Guanyador | 5.   | 1909 | Championnat de France (5)            | Terra batuda | Maurice Germot     | 3−6, 2−6, 6−4, 6−4, 6−4 |
| Guanyador | 6.   | 1912 | Championnat de France (6)            | Terra batuda | André Gobert       |                         |
| Guanyador | 7.   | 1913 | Championnat de France (7)            | Terra batuda | Georges Gault      |                         |
| Guanyador | 8.   | 1914 | Championnat de France (8)            | Terra batuda | Jean Samazeuilh    | 3−6, 6−1, 6−4, 6−4      |
| Finalista | 3.   | 1920 | Championnat de France (3)            | Terra batuda | André Gobert       | 3−6, 6−3, 6−1, 2−6, 3−6 |
| Finalista | 4.   | 1923 | Championnat de France (4)            | Terra batuda | François Blanchy   | 6−1, 2−6, 0−6, 2−6      |

#### Dobles: 14 (14−0)
| Resultat  | Núm. | Any  | Campionat                            | Superfície   | Parella        | Oponents a la final                           | Marcador                |
| --------- | ---- | ---- | ------------------------------------ | ------------ | -------------- | --------------------------------------------- | ----------------------- |
| Guanyador | 1.   | 1902 | Championnat de France, París, França | Terra batuda | Jacques Worth  |                                               |                         |
| Guanyador | 2.   | 1903 | Championnat de France (2)            | Terra batuda | Jacques Worth  | André Vacherot Marcel Vacherot                | 8−6, 6−4, retirada      |
| Guanyador | 3.   | 1904 | Championnat de France (3)            | Terra batuda | Maurice Germot |                                               |                         |
| Guanyador | 4.   | 1905 | Championnat de France (4)            | Terra batuda | Jacques Worth  |                                               |                         |
| Guanyador | 5.   | 1906 | Championnat de France (5)            | Terra batuda | Maurice Germot |                                               |                         |
| Guanyador | 6.   | 1907 | Championnat de France (6)            | Terra batuda | Maurice Germot | G. Siry Robert Wallet                         | 6−4, 6−2, 6−1           |
| Guanyador | 7.   | 1908 | Championnat de France (7)            | Terra batuda | Maurice Germot |                                               |                         |
| Guanyador | 8.   | 1909 | Championnat de France (8)            | Terra batuda | Maurice Germot |                                               |                         |
| Guanyador | 9.   | 1910 | Championnat de France (9)            | Terra batuda | Marcel Dupont  |                                               |                         |
| Guanyador | 10.  | 1911 | Championnat de France (10)           | Terra batuda | Maurice Germot | André Gobert William Laurentz                 | 6−3, 6−4, 7−5           |
| Guanyador | 11.  | 1912 | Championnat de France (11)           | Terra batuda | Maurice Germot |                                               |                         |
| Guanyador | 12.  | 1913 | Championnat de France (12)           | Terra batuda | Maurice Germot | Albert Canet William Laurentz                 | 6−4, 2−6, 6−2, 6−8, 6−2 |
| Guanyador | 13.  | 1914 | Championnat de France (13)           | Terra batuda | Maurice Germot | William Laurentz Ludwig von Salm-Hoogstraeten | 6−4, 6−4, 4−6, 4−6, 6−4 |
| Guanyador | 14.  | 1920 | Championnat de France (14)           | Terra batuda | Maurice Germot |                                               |                         |

#### Dobles mixts: 8 (7−1)
| Resultat  | Núm. | Any  | Campionat                            | Superfície   | Parella              | Oponents a la final             | Marcador |
| --------- | ---- | ---- | ------------------------------------ | ------------ | -------------------- | ------------------------------- | -------- |
| Guanyador | 1.   | 1904 | Championnat de France, París, França | Terra batuda | Kate Gillou          |                                 |          |
| Guanyador | 2.   | 1905 | Championnat de France (2)            | Terra batuda | Yvonne de Pfeffel    |                                 |          |
| Guanyador | 3.   | 1906 | Championnat de France (3)            | Terra batuda | Yvonne de Pfeffel    |                                 |          |
| Guanyador | 4.   | 1908 | Championnat de France (4)            | Terra batuda | Kate Gillou          |                                 |          |
| Guanyador | 5.   | 1909 | Championnat de France (5)            | Terra batuda | Jeanne Matthey       |                                 |          |
| Guanyador | 6.   | 1914 | Championnat de France (6)            | Terra batuda | Suzanne Lenglen      |                                 |          |
| Guanyador | 7.   | 1920 | Championnat de France (7)            | Terra batuda | Suzanne Lenglen      | Marie Conquet Marcel Dupont     | 6−0, 6−3 |
| Finalista | 1.   | 1921 | Championnat de France                | Terra batuda | Marguerite Broquedis | Suzanne Lenglen Jacques Brugnon | 6−0, 6−3 |

## Jocs Olímpics

### Dobles
| Any  | Campionat                      | Parella                     | Oponents                          | Resultat      |
| ---- | ------------------------------ | --------------------------- | --------------------------------- | ------------- |
| 1900 | Jocs Olímpics, París, França   | Basil Spalding de Garmendia | Lawrence Doherty Reginald Doherty | 1−6, 1−6, 0−6 |
| 1920 | Jocs Olímpics, Anvers, Bèlgica | Pierre Albarran             | François Blanchy Jacques Brugnon  | Renúncia      |

### Dobles mixtos
| Any  | Campionat                      | Parella         | Oponents                        | Resultat |
| ---- | ------------------------------ | --------------- | ------------------------------- | -------- |
| 1920 | Jocs Olímpics, Anvers, Bèlgica | Suzanne Lenglen | Kathleen McKane Maxwell Woosnam | 6−4, 6−2 |

## Carrera esportiva

### Wimbledon
Decugis aconseguí la victòria en el Torneig de Wimbledon en la prova de dobles l'any 1911 fent parella amb André Gobert al derrotar Josiah Ritchie i Anthony Wilding. Aquest fou l'únic títol de categoria Grand Slam de la seva carrera. L'any següent tornaren a arribar a la final, si bé perderen davant els britànics Herbert Barrett i Charles Dixon.

### Championnat de France
Decugis arribà a la final del Championnat de France, que posteriorment seria el torneig de Roland Garros, en categoria individual l'any 1902, si bé en aquells moments aquest torneig estava únicament reservat a jugadors francesos i no es considerava de categoria Grand Slam. En aquella ocasió perdé davant Michel Vacherot. Posteriorment aconseguí guanyar el torneig vuit vegades (1903-1904, 1907-1909 i 1912-1914), arribant així mateix a la final de 1906. Els seus vuit títols estigueren imbatuts durant molts i molts anys fins que el manacorí Rafael Nadal el superà l'any 2014 amb el novè títol.
En categoria de dobles aconseguí la victòria 14 vegades els anys 1902, 1903, 1904, 1905, 1906, 1907, 1908, 1909, 1910, 1911, 1912, 1913, 1914 i 1920.
En categoria de dobles mixts aconseguí la victòria els anys 1912 fent parella amb Anne De Borman; els anys 1913 i 1914 fent parella amb Elizabeth Ryan; i el 1921 fent parella amb Suzanne Lenglen. Així mateix, també arribà a la final l'any 1920, fent parella amb Suzanne Amblard, si bé perderen davant Germaine Golding i William Laurentz.

### Jocs Olímpics

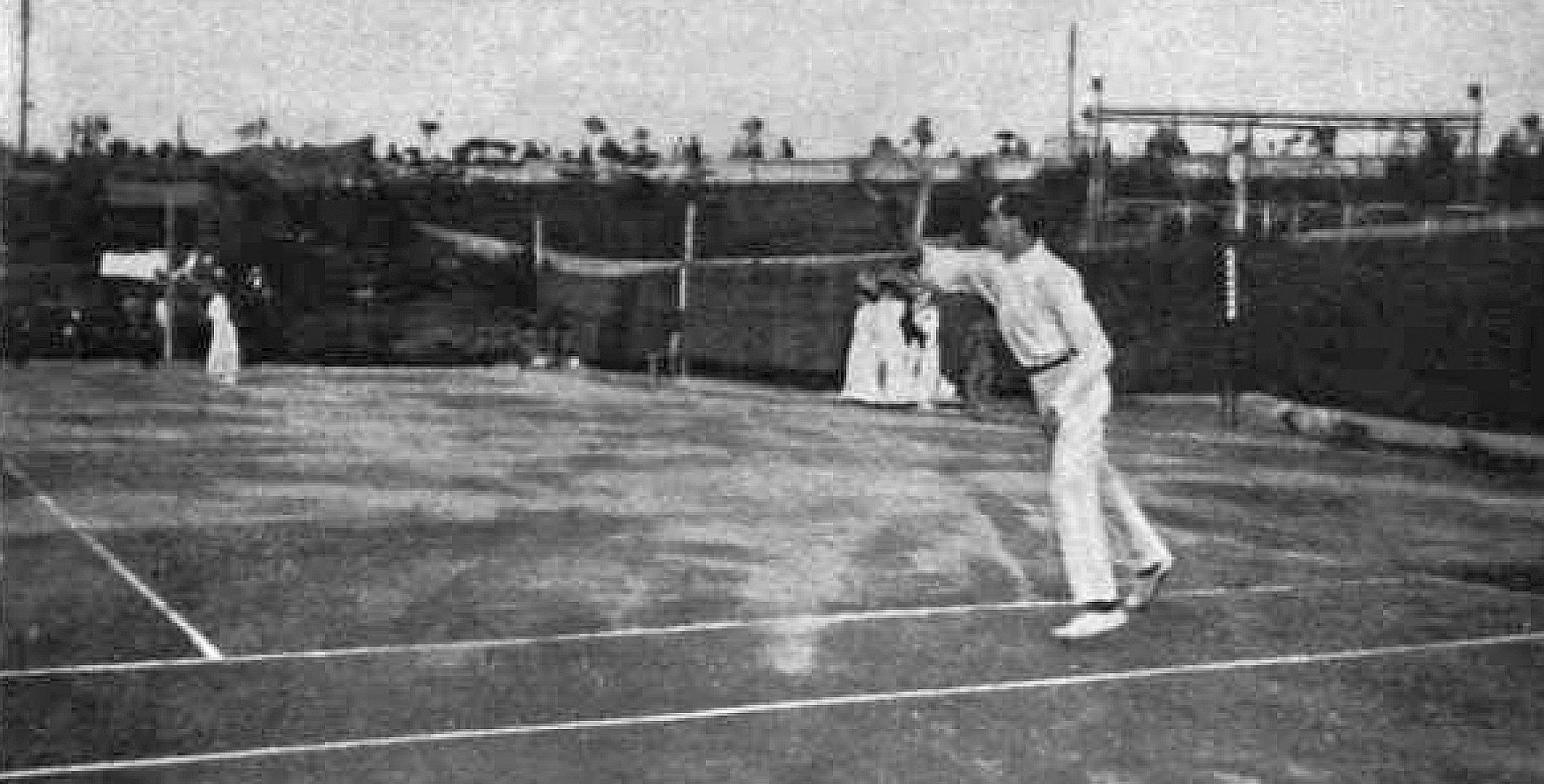
Decugis a Budapest (1908).

Va participar, als 17 anys, en els Jocs Olímpics d'Estiu de 1900 realitzats a París (França), on aconseguí guanyar la medalla de plata en la competició de dobles masculins fent parella de l'estatunidenc Basil Spalding de Garmendia. La medalla que aconseguiren actualment és atorgada a l'anomenat Equip Mixt.
En els Jocs Olímpics d'Estiu de 1906 realitzats a Atenes (Grècia), i anomenats "Jocs Intercalats", i que avui en dia no estan reconeguts pel Comitè Olímpic Internacional (COI), aconseguí guanyar la medalla d'or en al competició individual masculina, la de dobles masculins fent parella amb Maurice Germot i la de dobles mixts fent parella amb la seva pròpia esposa.
Va participar en els Jocs Olímpics d'Estiu de 1920 realitzats a Anvers (Bèlgica), on aconseguí guanyar dues medalles olímpiques: la medalla d'or en la prova de dobles mixtos al costat de Suzanne Lenglen i la medalla de bronze en la prova de dobles masculins al costat de Pierre Albarran.

### Altres torneigs
L'any 1910 Decugis es proclamà vencedor del Masters de Montecarlo en derrotar el britànic Josiah Ritchie. L'any següent tornà a arribar a la final, si bé perdé davant l'australià Anthony Wilding. El 1919 tornà a perdre la final davant el romanès Nicholas Mishu.